# Europejski Festiwal Lekkoatletyczny 2012
12. Europejski Festiwal Lekkoatletyczny Bydgoszcz Cup – międzynarodowy mityng lekkoatletyczny, który odbył się 3 czerwca 2012 na stadionie imienia Zdzisława Krzyszkowiaka w Bydgoszczy. Zawody znalazły się w kalendarzu European Athletics Outdoor Premium Meetings w związku z czym należą do grona najważniejszych mityngów organizowanych w Europie pod egidę Europejskiego Stowarzyszenia Lekkoatletycznego.

## Rezultaty

### Mężczyźni
| Konkurencja:                  | 1. miejsce                                                                         | Rezultat | 2. miejsce                                                                               | Rezultat | 3. miejsce                                                                             | Rezultat |
| Bieg na 200 m                 | Ainsley Waugh                                                                      | 21,00    | Kamil Kryński                                                                            | 21,07    | Pavel Maslák                                                                           | 21,07    |
| Bieg na 800 m                 | Marcin Lewandowski                                                                 | 1:46,14  | Gareth Warburton                                                                         | 1:46,31  | Sören Ludolph                                                                          | 1:47,00  |
| Bieg na 3000 m z przeszkodami | Hillary Yego                                                                       | 8:17,31  | Silas Kitum                                                                              | 8:23,07  | Abraham Chirchir                                                                       | 8:26,61  |
| Bieg na 110 m przez płotki    | Jeff Porter                                                                        | 13,41    | Balázs Baji                                                                              | 13,54    | Ty Akins                                                                               | 13,60    |
| Bieg na 400 m przez płotki    | Michael Tinsley                                                                    | 49,55    | Rhys Williams                                                                            | 49,58    | Nathan Woodward                                                                        | 49,98    |
| Sztafeta 4 x 100 m            | Polska I · Kamil Kryński · Robert Kubaczyk · Dariusz Kuć · Kamil Masztak           | 39,12    | Rosja · Aleksandr Briedniow · Aleksandr Chiutte · Konstantin Pietriaszow · Roman Smirnow | 39,30    | Polska III · Kamil Bijowski · Adam Jabłoński · Przemysław Słowikowski · Karol Zalewski | 39,98    |
| Sztafeta 4 x 400 m            | Polska I · Piotr Klimczak · Kacper Kozłowski · Marcin Marciniszyn · Piotr Wiaderek | 3:04,45  | Polska II · Kamil Budziejewski · Jan Ciepiela · Rafał Omelko · Michał Pietrzak           | 3:04,67  | Ukraina · Dmytro Bikułow · Wołodymyr Burakow · Witalij Butrym · Jewhen Hucoł           | 3:05,18  |
| Skok o tyczce                 | Łukasz Michalski                                                                   | 5,72     | Maksym Mazuryk                                                                           | 5,62     | Paweł Wojciechowski                                                                    | 5,62     |
| Rzut dyskiem                  | Robert Urbanek                                                                     | 64,28    | Piotr Małachowski                                                                        | 62,84    | Przemysław Czajkowski                                                                  | 61,67    |

### Kobiety
| Konkurencja:               | 1. miejsce                                                                                      | Rezultat | 2. miejsce                                                                    | Rezultat | 3. miejsce                                                              | Rezultat |
| Bieg na 100 m              | LaVerne Jones-Ferrette                                                                          | 11,37    | Mikele Barber                                                                 | 11,57    | Marika Popowicz                                                         | 11,68    |
| Bieg na 400 m              | Olha Zemlak                                                                                     | 52,15    | Lee McConnell                                                                 | 52,31    | Nicola Sanders                                                          | 52,33    |
| Bieg na 800 m              | Marilyn Okoro                                                                                   | 1:59,75  | Ewelina Sętowska-Dryk                                                         | 2:01,58  | Lynsey Sharp                                                            | 2:01,79  |
| Bieg na 1500 m             | Laura Weightman                                                                                 | 4:05,88  | Angelika Cichocka                                                             | 4:06,79  | Denise Krebs                                                            | 4:06,94  |
| Bieg na 400 m przez płotki | Wanja Stambołowa                                                                                | 54,08    | Natalja Antiuch                                                               | 54,50    | Anna Jaroszczuk                                                         | 55,28    |
| Sztafeta 4 x 100 m         | Białoruś · Julija Bałykina · Jelena Daniluk-Niewmierżycka · Jekatieryna Gonczar · Olga Ostaszko | 43,54    | Polska · Marta Jeschke · Daria Korczyńska · Marika Popowicz · Ewelina Ptak    | 43,84    | Belgia · Hanne Claes · Hanna Mariën · Imke Vervaet · Anne Zagré         | 44,34    |
| Sztafeta 4 x 400 m         | Polska · Iga Baumgart · Agata Bednarek · Anna Jesień · Patrycja Wyciszkiewicz                   | 3:29,33  | Irlandia · Claire Bergin · Michelle Carey · Joanne Cuddihy · Marian Heffernan | 3:30,61  | Belgia · Hanne Claes · Axelle Dauwens · Hanna Mariën · Élodie Ouédraogo | 3:36,29  |
| Skok w dal                 | Teresa Dobija                                                                                   | 6,61     | Anna Jagaciak                                                                 | 6,54     | Jana Velďáková                                                          | 6,43w    |
| Rzut młotem                | Joanna Fiodorow                                                                                 | 74,18    | Éva Orbán                                                                     | 67,13    | Marina Marghieva                                                        | 67,01    |